# Magpet
Magpet (Bayan ng Magpet) är en kommun i Filippinerna. Kommunen ligger på ön Mindanao, och tillhör provinsen Cotabato. Folkmängden uppgår till 38 973 invånare.

## Barangayer
Magpet är indelat i 32 barangayer.
| - Alibayon - Bagumbayan - Bangkal - Bantac - Basak - Binay - Bongolanon - Datu Celo - Del Pilar - Doles - Gubatan | - Ilian - Inac - Kamada - Kauswagan - Kisandal - Magcaalam - Mahongcog - Manobo - Noa - Owas - Pangao-an | - Poblacion - Sallab - Tagbac - Temporan - Amabel - Balete - Don Panaca - Imamaling - Kinarum - Manobisa |